# 長崎要塞
長崎要塞（ながさきようさい）とは、長崎港と港内造船所などの防備のため設置された大日本帝国陸軍の要塞である。

## 概要
明治初期から防禦計画の検討が始められたが、日清戦争のため策定が遅れ、計画が決定したのは1895年（明治28年）8月のことであった。その後も修正が加えられ、最終決定は1898年3月であった。
砲台建設は、1898年4月、神ノ島高砲台から開始され、1900年3月までにすべての砲台が竣工した。
1936年8月、佐世保要塞が長崎要塞に編入された。

## 年譜
- 1898年（明治31年）4月 神ノ島高砲台着工
  - 8月 神ノ島低砲台着工
  - 10月 蔭ノ尾砲台着工
- 1899年（明治32年）7月 神ノ島低砲台竣工
  - 10月 蔭ノ尾砲台竣工
- 1900年（明治33年）3月 神ノ島高砲台竣工 
  - 5月1日 長崎要塞司令部設置
  - 5月9日 - 長崎要塞司令部が長崎市竹ノ久保佐世保要塞砲兵連隊第2大隊内に開庁[1]。
- 1901年（明治34年）4月16日 - 要塞司令部が佐世保要塞砲兵連隊第2大隊本部内の増築庁舎に移転[2]。
- 1903年（明治36年）5月11日 - 要塞司令部が長崎市大黒町に移転[3]。
- 1906年（明治39年）12月26日 - 要塞司令部が長崎市大字浦上淵平戸小屋郷の新築庁舎に移転し事務を開始[4]。
- 1936年（昭和11年）8月1日 -  佐世保要塞が長崎要塞に編入された。
- 1942年（昭和17年）ごろ - 要塞司令部が長崎市南山手町に移転。（現在長崎地方気象台のある地。）

## 主要な施設
- 神ノ島高砲台
- 神ノ島低砲台
- 蔭ノ尾砲台

## 歴代司令官
- （兼）野北祐次 砲兵少佐：1900年5月4日 - 1903年5月1日 ※佐世保要塞砲兵連隊第2大隊長
- 西村千里 砲兵大佐：1903年5月1日 -
- 御影池友邦 砲兵大佐：1906年7月11日 -
- 公平忠吉 砲兵大佐：1908年12月21日 - 1910年3月9日
- 鶴見数馬 砲兵大佐：1910年3月9日 - 1910年11月30日
- 中川元太郎 砲兵大佐：1910年11月30日 - 1911年11月22日
- 横山彦六 砲兵大佐：1911年11月22日 - 1913年7月3日
- 新妻豪佐 砲兵大佐：1913年7月3日 - 1914年8月10日
- 山内正至 砲兵大佐：1914年8月10日 - 1915年8月10日
- 河田正太 砲兵大佐：1915年8月10日 -
- 山田与吉 砲兵中佐：1920年8月10日[5] - 1921年7月20日[6]
- 増沢千代之進 砲兵大佐：不詳 - 1922年8月15日[7]
- 小川政雄 砲兵中佐：1922年8月15日[7] - 1923年8月6日[8]
- 西郷豊彦 砲兵中佐：不詳 - 1924年12月15日[9]
- 伴甲蔵 砲兵中佐：1924年12月15日[9] -
- 宮崎第三 中佐：1928年3月8日 -
- 土橋一次 大佐：1930年8月1日 -
- 岩橋次郎 大佐：1931年8月1日 -
- 秋山静太郎 歩兵大佐：1932年8月8日[10] -
- 志岐豊 少将：1936年8月1日 -
- 西村利温 少将：1937年11月1日 -
- 西原八三郎 大佐：1938年7月15日 -
- 小野恭三 大佐：1939年4月26日 -
- 北川一夫 少将：1940年8月1日 -
- 能崎清次 少将：1941年11月6日 -
- 月野木正雄 少将：1942年10月15日 - 1945年4月1日
- 谷口元治郎 中将：1945年4月1日[11] - 1945年6月1日[12]